# Josef Müller (statkář)
Josef Müller (cca 1810 – 18. dubna 1890 Jindice nebo Praha) byl rakouský a český statkář a politik české národnosti, v 2. polovině 19. století poslanec Říšské rady a Českého zemského sněmu.

## Biografie
Působil jako velkostatkář v Jindicích. Od roku 1848 byl členem Vlastenecko-hospodářské společnosti. Statek Jindice a Křečovice koupil 5. května 1847 za 190 000 zlatých. V 60. letech 19. století byl prvním okresním starostou pro okres Uhlířské Janovice. V domovských Jindicích pak zastával funkci obecního starosty.
Angažoval se ve vysoké politice. V zemských volbách v lednu 1867 se stal poslancem Českého zemského sněmu. Reprezentoval velkostatkářskou kurii, nesvěřenecké velkostatky. Na sněm se vrátil ve volbách v roce 1870. Poslancem se znovu stal ve volbách v roce 1883. Rezignoval roku 1887.
Působil i jako poslanec Říšské rady (celostátního parlamentu Předlitavska), kam ho zemský sněm zvolil již v roce 1872 (tehdy Říšská rada ještě volena nepřímo zemskými sněmy). Jeho volba byla uznána 1. února 1872. Nedostavil se ale do sněmovny, a proto byl jeho mandát 23. února 1872 prohlášen za zaniklý. V rámci tehdejší české pasivní rezistence mandát nepřevzal a na práci Říšské rady se fakticky nepodílel. Do parlamentu se vrátil až ve volbách roku 1879 za kurii velkostatkářskou v Čechách. Ve volebním období 1879–1885 se uvádí jako Josef Müller, statkář, bytem Jindice.
Je zmiňován jako český konzervativní poslanec. Zastupoval Stranu konzervativního velkostatku. Po volbách v roce 1879 se na Říšské radě připojil k Českému klubu (jednotné parlamentní zastoupení, do kterého se sdružili staročeši, mladočeši, česká konzervativní šlechta a moravští národní poslanci).
Zemřel v dubnu 1890. Statek Jindice získal po jeho smrti statkář a politik Alois Welz.
Jeho syn Josef Müller (1834–1910) byl rovněž aktivní v politice a zastával post ředitele centrální mincovny ve Vídni.